# Nowa Słowenia
Nowa Słowenia (słoweń. Nova Slovenija, NSi) – słoweńska prawicowa, chadecka partia polityczna, działająca od 2000.

## Historia
Nową Słowenię powołała w 2000 grupa polityków wywodzących się ze Słoweńskich Chrześcijańskich Demokratów, które to ugrupowanie wcześniej w tym samym roku sfederowało się ze Słoweńską Partią Ludową. Wśród inicjatorów powołania NSi znaleźli się Lojze Peterle i Andrej Bajuk, który objął stanowisko jej przewodniczącego.
W wyborach parlamentarnych w 2000 i 2004 partia uzyskiwała swoją reprezentację w parlamencie krajowym. Od 2004 do 2008 NSi współtworzyła koalicyjny rząd z Janezem Janšą na czele. W 2007 popierała kandydaturę Lojze Peterle w wyborach prezydenckich. W wyborach w 2008 nie przekroczyła wyborczego progu. W rezultacie Andrej Bajuk zrezygnował z kierowania partią. Na czele partii stanęła Ljudmila Novak. Pod jej przywództwem w wyborach w 2011 NSi powróciła do parlamentu krajowego, a w 2012 przystąpiła do koalicji popierającej drugi rząd Janeza Janšy. W 2013 po rozpadzie koalicji i zmianie rządu znalazła się w opozycji.
W 2018 nowym przewodniczącym ugrupowania został Matej Tonin. W 2020 partia dołączyła do nowej centroprawicowej koalicji, która utworzyła kolejny gabinet Janeza Janšy. Po wyborach w 2022 powróciła do opozycji.

## Wyniki wyborcze
Wybory do Zgromadzenia Narodowego:
- 2000: 8,6% głosów, 8 mandatów
- 2004: 9,1% głosów, 9 mandatów
- 2008: 3,4% głosów, 0 mandatów
- 2011: 4,9% głosów, 4 mandaty
- 2014: 5,5% głosów, 5 mandatów
- 2018: 7,1% głosów, 7 mandatów
- 2022: 6,9% głosów, 8 mandatów[5]

W wyborach do Parlamentu Europejskiego w 2004 NSi zajęła pierwsze miejsce w kraju (23,6% głosów i 2 mandaty). W 2009, rok po porażce w wyborach krajowych, z wynikiem 16,6% wprowadziła 1 europosła. W 2014 poparcie na poziomie 16,5% dla koalicji Nowej Słowenii z ludowcami przełożyło się na 2 miejsca w PE VIII kadencji (w tym 1 dla NSi). Również 1 mandat w Europarlamencie Nowa Słowenia zdobywała w 2019 (11,1% głosów) i 2024 (7,7% głosów).
NSi przystąpiła do Europejskiej Partii Ludowej.